# Championnat d'Allemagne féminin de football 2015-2016
Navigation
Édition précédente Édition suivante
La Frauen-Bundesliga 2015-2016 est la 43e édition du championnat d'Allemagne féminin de football.
Le premier niveau du championnat féminin oppose douze clubs allemands en une série de vingt-deux rencontres jouées durant la saison de football. La compétition débute le vendredi 28 août 2015 et s'achève le lundi 16 mai 2016.
Les deux premières places du championnat sont qualificatives pour la Ligue des champions féminine de l'UEFA alors que les deux dernières places sont synonymes de relégation en 2. Frauen-Bundesliga.
Lors de l'exercice précédent, le FC Cologne et le Werder Brême ont gagné le droit d'évoluer dans cette compétition après avoir fini premiers de leurs groupes respectifs de 2. Frauen-Bundesliga.
Le Bayern Munich et le VfL Wolfsbourg, respectivement champion et vice-champion en 2015, sont quant à eux, les représentants allemands en Ligue des champions féminine de l'UEFA 2015-2016.
À l'issue de la saison, le Bayern Munich décroche le troisième titre de champion d'Allemagne de son histoire le deuxième consécutif. Dans le bas du classement, le Werder Brême et le FC Cologne, sont relégués.
| \| Bayern Munich FFC Francfort Bayer Leverkusen VfL Wolfsbourg FFC Turbine Potsdam SG Essen-Schönebeck FF USV Iéna SC Fribourg TSG Hoffenheim SC Sand FC Cologne Werder Brême \| Localisation des clubs engagés. |
| Bayern Munich FFC Francfort Bayer Leverkusen VfL Wolfsbourg FFC Turbine Potsdam SG Essen-Schönebeck FF USV Iéna SC Fribourg TSG Hoffenheim SC Sand FC Cologne Werder Brême                                       |

## Participants
Ce tableau présente les douze équipes qualifiées pour disputer le championnat 2015-2016. On y trouve le nom des clubs, le nom des entraîneurs et leur nationalité, la date de création du club, l'année de la dernière montée au sein de l'élite, leur classement de la saison précédente, le nom des stades ainsi que la capacité de ces derniers.
Légende des couleurs
- Qualifié pour la phase finale de la Ligue des champions 2015-2016.
- Promu de 2. Frauen-Bundesliga.

| Nom du club         | Entraîneur           | DC   | DM   | Cls 2015 | Stade                      | Capacité | Nb T. |
| ------------------- | -------------------- | ---- | ---- | -------- | -------------------------- | -------- | ----- |
| Bayern Munich       | Thomas Wörle         | 1970 | 2000 | 1        | Grünwalder Stadion         | 12 500   | 2     |
| VfL Wolfsbourg      | Ralf Kellermann      | 1973 | 2006 | 2        | AOK Stadion                | 5 200    | 2     |
| FFC Francfort       | Matt Ross            | 1973 | 1990 | 3        | Stadion am Brentanobad     | 5 500    | 7     |
| FFC Turbine Potsdam | Bernd Schröder       | 1971 | 1994 | 4        | Karl-Liebknecht-Stadion    | 10 499   | 6     |
| SGS Essen           | Markus Högner        | 2000 | 2004 | 5        | Stadion Essen              | 20 650   | /     |
| TSG Hoffenheim      | Jürgen Ehrmann       | 2006 | 2013 | 6        | Dietmar Hopp Stadion       | 6 350    | /     |
| SC Fribourg         | Jens Scheuer         | 1975 | 2011 | 7        | Möslestadion               | 5 400    | /     |
| FF USV Iéna         | Daniel Kraus         | 2004 | 2008 | 8        | Ernst-Abbe-Sportfeld       | 10 800   | /     |
| Bayer Leverkusen    | Thomas Obliers       | 2008 | 2010 | 9        | Ulrich-Haberland-Stadion   | 3 200    | /     |
| SC Sand             | Alexander Fischinger | 1980 | 2014 | 10       | Kühnmatt-Stadion           | 2 000    | /     |
| FC Cologne          | Marcus Kühn          | 2009 | 2015 | 2.FB     | Südstadion                 | 14 800   | /     |
| Werder Brême        | Steffen Rau          | 2007 | 2015 | 2.FB     | Terrain 11 du Weserstadion | 5 500    | /     |

## Compétition

### Classement
Le classement est calculé avec le barème de points suivant : une victoire vaut trois points, le match nul un et la défaite zéro.
Les critères utilisés pour départager en cas d'égalité au classement sont les suivants :
1. différence entre les buts marqués et les buts concédés sur la totalité des matchs joués dans le championnat ;
2. plus grand nombre de buts marqués sur la totalité des matchs joués dans le championnat.

| Rang | Équipe              | Pts | J  | G  | N | P  | Bp | Bc | Diff |
| ---- | ------------------- | --- | -- | -- | - | -- | -- | -- | ---- |
| 1    | Bayern Munich T     | 57  | 22 | 18 | 3 | 1  | 47 | 8  | +39  |
| 2    | VfL Wolfsbourg CA   | 47  | 22 | 15 | 2 | 5  | 56 | 22 | +34  |
| 3    | FFC Francfort       | 46  | 22 | 15 | 1 | 6  | 49 | 25 | +24  |
| 4    | SC Fribourg         | 32  | 22 | 9  | 5 | 8  | 38 | 24 | +14  |
| 5    | SG Essen-Schönebeck | 32  | 22 | 10 | 2 | 10 | 39 | 37 | +2   |
| 6    | FF USV Iéna         | 31  | 22 | 9  | 4 | 9  | 30 | 45 | -15  |
| 7    | FFC Turbine Potsdam | 30  | 22 | 9  | 3 | 10 | 42 | 28 | +14  |
| 8    | TSG Hoffenheim      | 28  | 22 | 8  | 4 | 10 | 33 | 33 | 0    |
| 9    | SC Sand             | 28  | 22 | 8  | 4 | 10 | 29 | 30 | -1   |
| 10   | Bayer Leverkusen    | 21  | 22 | 6  | 3 | 13 | 21 | 56 | -35  |
| 11   | Werder Brême P      | 13  | 22 | 3  | 4 | 15 | 17 | 53 | -36  |
| 12   | FC Cologne P        | 12  | 22 | 3  | 3 | 16 | 20 | 60 | -40  |

| Légende : | Légende : |
| --------- | --- |
|           | Qualifié pour la Ligue des champions 2016-2017 (Seizièmes de finale). |
|           | Relégué en 2. Frauen-Bundesliga. |
|           | T Tenant du titre. P Promu de 2. Frauen-Bundesliga. CA Vainqueur de la DFB-Pokal Frauen 2015-2016. Pts points ; G victoires ; N match nuls ; P défaites Bp buts marqués ; Bc buts encaissés ; Diff différence de buts |

### Résultats
| Résultats (▼dom., ►ext.)                                   | ByL | ByM | Col | Ess | Fra | Fri | Hof | Ién | San | Tur | Wer | Wol |
| Bayer Leverkusen                                           |     | 0-5 | 2-0 | 4-5 | 0-4 | 1-3 | 2-1 | 0-0 | 0-0 | 1-0 | 4-1 | 0-2 |
| Bayern Munich                                              | 5-0 |     | 1-0 | 2-1 | 0-1 | 1-0 | 1-1 | 5-1 | 2-0 | 3-1 | 2-0 | 1-0 |
| FC Cologne                                                 | 1-2 | 0-2 |     | 0-3 | 0-2 | 0-1 | 1-1 | 2-1 | 1-5 | 3-2 | 2-2 | 0-3 |
| SG Essen-Schönebeck                                        | 0-1 | 0-1 | 3-2 |     | 3-2 | 0-3 | 1-2 | 4-0 | 1-0 | 1-1 | 3-0 | 1-3 |
| FFC Francfort                                              | 4-0 | 0-1 | 4-0 | 2-0 |     | 0-2 | 4-1 | 5-1 | 2-0 | 1-0 | 3-0 | 0-2 |
| SC Fribourg                                                | 6-1 | 0-3 | 6-1 | 1-2 | 4-0 |     | 0-0 | 1-2 | 4-1 | 2-0 | 2-2 | 0-2 |
| TSG Hoffenheim                                             | 3-1 | 1-3 | 4-0 | 4-0 | 0-1 | 2-0 |     | 1-1 | 2-3 | 0-3 | 2-0 | 0-4 |
| FF USV Iéna                                                | 3-1 | 1-1 | 0-2 | 1-4 | 4-5 | 1-1 | 3-1 |     | 1-0 | 3-0 | 1-0 | 0-8 |
| SC Sand                                                    | 4-0 | 0-3 | 1-1 | 4-1 | 0-3 | 0-0 | 0-2 | 2-1 |     | 1-1 | 3-0 | 2-4 |
| FFC Turbine Potsdam                                        | 6-0 | 0-2 | 4-0 | 0-0 | 3-4 | 2-0 | 2-1 | 0-1 | 0-2 |     | 4-0 | 4-0 |
| Werder Brême                                               | 1-1 | 0-2 | 6-2 | 0-6 | 1-1 | 1-0 | 0-4 | 1-2 | 1-0 | 1-4 |     | 0-3 |
| VfL Wolfsbourg                                             | 2-0 | 1-1 | 5-2 | 4-0 | 3-1 | 2-2 | 3-0 | 1-2 | 0-1 | 2-5 | 2-0 |     |
| - Victoire à domicile - Match nul - Victoire à l'extérieur |     |     |     |     |     |     |     |     |     |     |     |     |

## Statistiques
| Cls | Joueuse            | Club                | Buts |
| --- | ------------------ | ------------------- | ---- |
| 1   | Mandy Islacker     | FFC Francfort       | 17   |
| 2   | Vivianne Miedema   | Bayern Munich       | 14   |
| 3   | Svenja Huth        | FFC Turbine Potsdam | 13   |
| 4   | Charline Hartmann  | SG Essen-Schönebeck | 11   |
| 4   | Amber Hearn        | FF USV Iéna         | 11   |
| 6   | Sara Däbritz       | Bayern Munich       | 9    |
| 6   | Dzsenifer Marozsán | FFC Francfort       | 9    |
| 8   | Nina Burger        | SC Sand             | 8    |
| 8   | Kerstin Garefrekes | FFC Francfort       | 8    |
| 8   | Lea Schüller       | SG Essen-Schönebeck | 8    |

## Bilan de la saison
| Championnat d'Allemagne féminin de football 2015-2016 |                          |
| Champion                                              | Bayern Munich (3e titre) |
| Dauphin                                               | VfL Wolfsbourg           |
| Coupes et trophées                                    |                          |
| Vainqueur DFB-Pokal Frauen 2015-2016                  | VfL Wolfsbourg           |
| Qualifications continentales                          |                          |
| Ligue des champions 2016-2017                         | Bayern Munich            |
| Ligue des champions 2016-2017                         | VfL Wolfsbourg           |
| Promotions et relégations                             |                          |
| Promus en Frauen-Bundesliga                           | MSV Duisbourg            |
| Promus en Frauen-Bundesliga                           | Borussia Mönchengladbach |
| Relégués en 2. Frauen-Bundesliga                      | Werder Brême             |
| Relégués en 2. Frauen-Bundesliga                      | FC Cologne               |